# Garrett Temple
Garrett Bartholomew Temple (* 8. Mai 1986 in Baton Rouge, Louisiana) ist ein US-amerikanischer Basketballspieler für die New Orleans Pelicans der National Basketball Association. Er spielte von 2005 bis 2009 College-Basketball für die LSU Tigers.
Zu seiner University High-Zeit nahm Temple auch an Leichtathletikwettbewerben teil, wo er ein Spezialist für Weitsprung und Dreisprung war.

## Karriere-Statistiken

### NBA

#### Reguläre Saison
| Saison  | Team                                | GP  | GS  | MPG  | FG % | 3P % | FT % | RPG | APG | SPG | BPG | PPG  |
| ------- | ----------------------------------- | --- | --- | ---- | ---- | ---- | ---- | --- | --- | --- | --- | ---- |
| 2009–10 | Houston / Sacramento / San Antonio  | 27  | 4   | 12.4 | .436 | .351 | .700 | 1.1 | 0.8 | 0.5 | 0.2 | 5.0  |
| 2010–11 | San Antonio / Milwaukee / Charlotte | 24  | 0   | 9.6  | .294 | .270 | .412 | 1.0 | 1.3 | 0.5 | 0.3 | 2.4  |
| 2012–13 | Washington                          | 51  | 36  | 22.7 | .407 | .325 | .703 | 2.4 | 2.3 | 1.0 | 0.3 | 5.1  |
| 2013–14 | Washington                          | 75  | 0   | 8.5  | .362 | .207 | .698 | 0.9 | 1.0 | 0.5 | 0.1 | 1.8  |
| 2014–15 | Washington                          | 52  | 18  | 14.1 | .400 | .375 | .729 | 1.7 | 1.1 | 0.8 | 0.2 | 3.9  |
| 2015–16 | Washington                          | 80  | 43  | 24.4 | .398 | .345 | .728 | 2.7 | 1.8 | 0.9 | 0.2 | 7.3  |
| 2016–17 | Sacramento                          | 65  | 20  | 26.6 | .424 | .373 | .784 | 2.8 | 2.6 | 1.3 | 0.4 | 7.8  |
| 2017–18 | Sacramento                          | 65  | 35  | 24.8 | .418 | .392 | .769 | 2.3 | 1.9 | 0.9 | 0.4 | 8.4  |
| 2018–19 | Memphis / L.A. Clippers             | 75  | 55  | 27.2 | .422 | .341 | .748 | 2.9 | 1.4 | 1.0 | 0.4 | 7.8  |
| 2019–20 | Brooklyn                            | 62  | 35  | 27.9 | .378 | .329 | .805 | 3.5 | 2.5 | 0.8 | 0.5 | 10.3 |
| 2020–21 | Chicago                             | 56  | 25  | 27.3 | .415 | .335 | .800 | 2.9 | 2.2 | 0.8 | 0.5 | 7.6  |
| 2021–22 | New Orleans                         | 59  | 16  | 18.6 | .376 | .319 | .683 | 2.4 | 1.3 | 0.7 | 0.4 | 5.2  |
| 2022–23 | New Orleans                         | 25  | 0   | 6.5  | .400 | .423 | .750 | 0.7 | 0.5 | 0.4 | 0.1 | 2.0  |
| 2023–24 | Toronto                             | 27  | 2   | 10.7 | .372 | .300 | .818 | 1.7 | 1.0 | 0.4 | 0.1 | 3.3  |
| Gesamt  | Gesamt                              | 743 | 290 | 20.5 | .401 | .344 | .742 | 2.3 | 1.7 | 0.8 | 0.3 | 6.1  |

#### Play-offs
| Saison  | Team          | GP | GS | MPG  | FG %  | 3P %  | FT %  | RPG | APG | SPG | BPG | PPG  |
| ------- | ------------- | -- | -- | ---- | ----- | ----- | ----- | --- | --- | --- | --- | ---- |
| 2009–10 | San Antonio   | 6  | 0  | 2.5  | .333  | .333  | 1.000 | 0.3 | 0.3 | 0.2 | 0.0 | 0.7  |
| 2013–14 | Washington    | 10 | 0  | 0.9  | 1.000 | 1.000 | —     | 0.0 | 0.0 | 0.0 | 0.0 | 0.5  |
| 2014–15 | Washington    | 4  | 0  | 6.5  | .167  | .000  | .625  | 0.8 | 0.3 | 0.5 | 0.0 | 1.8  |
| 2018–19 | L.A. Clippers | 6  | 0  | 10.5 | .273  | .143  | .700  | 1.2 | 0.3 | 0.5 | 0.2 | 2.3  |
| 2019–20 | Brooklyn      | 4  | 4  | 34.3 | .347  | .250  | .833  | 2.8 | 2.0 | 0.8 | 0.3 | 12.0 |
| 2021–22 | New Orleans   | 1  | 0  | 2.0  | —     | —     | —     | 1.0 | 0.0 | 0.0 | 0.0 | 0.0  |
| Gesamt  | Gesamt        | 31 | 4  | 8.1  | .338  | .240  | .720  | 0.8 | 0.4 | 0.3 | 0.1 | 2.5  |